# Danny Kaye
Danny Kaye, ameriški igralec, pevec in komik, * 18. januar 1911, † 3. marec 1987.

## Življenjepis
Danny Kaye se je rodil kot David Daniel Kaminsky ukrajinskima judovskima emigrantoma, Jacobu in Clari Kaminsky. Osnovno in srednjo šolo je obiskoval v Brooklynu, leta 1935 pa je dobil svojo prvo filmsko vlogo v kratki komediji z naslovom Moon Over Manhattan.

## Filmografija

### Filmi
| #   | Naslov                          | Leto | Vloga                       | Režiser                   | Soigralci                                                    | Tehnika                 |
| 1.  | Moon Over Manhattan             | 1935 | on sam                      | Al Christie               | Sylvia Froos, Marion Martin                                  | črno-bela               |
| 2.  | Dime a Dance                    | 1937 | Eddie                       | Al Christie               | Imogene Coca, June Allyson                                   | črno-bela               |
| 3.  | Getting an Eyeful               | 1938 | Russian                     | Al Christie               | Charles Kemper, Sally Starr                                  | črno-bela               |
| 4.  | Cupid Takes a Holiday           | 1938 | Nikolai Nikolaevich         | William Watson            | Douglas Leavitt, Estelle Jayne                               | črno-bela               |
| 5.  | Money on Your Life              | 1938 | Rus                         | William Watson            | Charles Kemper, Sally Starr                                  | črno-bela               |
| 6.  | Up in Arms                      | 1944 | Danny Weems                 | Elliott Nugent            | Dinah Shore, Dana Andrews                                    | Technicolor             |
| 7.  | Wonder Man                      | 1945 | Edwin Dingle / Buzzy Bellew | H. Bruce Humberstone      | Virginia Mayo, Vera-Ellen, Steve Cochran                     | Technicolor             |
| 8.  | The Kid from Brooklyn           | 1946 | Burleigh Hubert Sullivan    | Norman Z. McLeod          | Virginia Mayo, Vera-Ellen, Steve Cochran, Eve Arden          | Technicolor             |
| 9.  | The Secret Life of Walter Mitty | 1947 | Walter Mitty                | Norman Z. McLeod          | Virginia Mayo, Boris Karloff, Fay Bainter, Ann Rutherford    | Technicolor             |
| 10. | A Song Is Born                  | 1948 | Professor Hobart Frisbee    | Howard Hawks              | Virginia Mayo, Benny Goodman, Hugh Herbert, Steve Cochran    | Technicolor             |
| 11. | It's a Great Feeling            | 1949 | On sam                      | David Bulter              | Dennis Morgan, Doris Day, Jack Carson                        | Technicolor             |
| 12. | The Inspector General           | 1949 | Georgi                      | Henry Koster              | Walter Slezak, Barbara Bates, Elsa Lanchester, Gene Lockhart | Technicolor             |
| 13. | On the Riviera                  | 1951 | Jack Martin / Henri Duran   | Walter Lang               | Gene Tierney, Corinne Calvet                                 | Technicolor             |
| 14. | Hans Christian Andersen         | 1952 | Hans Christian Andersen     | Charles Vidor             | Farley Granger, Zizi Jeanmaire                               | Technicolor             |
| 15. | Knock on Wood                   | 1954 | Jerry Morgan / Papa Morgan  | Norman Panama Mevin Frank | Mai Zetterling, Torin Thatcher                               | Technicolor             |
| 16. | White Christmas                 | 1954 | Phil Davis                  | Michael Curtiz            | Bing Crosby, Rosemary Clooney, Vera-Ellen, Dean Jagger       | VistaVision Technicolor |
| 17. | The Court Jester                | 1956 | Hubert Hawkins              | Norman Panama Mevin Frank | Glynis Johns, Basil Rathbone, Angela Lansbury                | VistaVision Technicolor |
| 18. | Merry Andrew                    | 1958 | Andrew Larabee              | Michael Kidd              | Anna Maria, Pier Angeli                                      | CinemaScope Metrocolor  |
| 19. | Me and the Colonel              | 1958 | Samuel L. Jacobowsky        | Peter Glenville           | Curd Jürgens, Nicole Maurey, Françoise Rosay, Akim Tamiroff  | Black and white         |
| 20. | The Five Pennies                | 1959 | Red Nichols                 | Melville Shavelson        | Barbara Bel Geddes, Louis Armstrong, Tuesday Weld            | VistaVision Technicolor |
| 21. | On the Double                   | 1961 | Pfc. Ernie Williams         | Melville Shavelson        | Dana Wynter, Margaret Rutherford, Diana Dors                 | Panavision Technicolor  |
| 22. | The Man from the Diner's Club   | 1963 | Ernest Klenk                | Frank Tashlin             | Cara Williams, Martha Hyer                                   | črno-bela               |
| 23. | The Madwoman of Chaillot        | 1969 | The Ragpicker               | Bryan Forbes              | Katharine Hepburn, Charles Boyer                             | Technicolor             |

### Televizijski nastopi
- Autumn Laughter (1938) (eksperimentalni telecast)
- The Danny Kaye Show with Lucille Ball (1962) (posebna oddaja)
- The Danny Kaye Show (1963–1967) (serija)
- The Lucy Show: »Lucy Meets Danny Kaye« (1964) (nastop kot gost)
- Here Comes Peter Cottontail (1971) (glas)
- The Enchanted World of Danny Kaye: The Emperor's New Clothes (1972) (posebna oddaja)
- An Evening with John Denver (1975) (posebna oddaja)
- Pinocchio (1976) (posebna oddaja)
- Peter Pan (1976) (posebna oddaja)
- The Muppet Show (1978) (nastop kot gost)
- Disneyland's 25th Anniversary (1980) (nastop kot posebni gost)
- An Evening with Danny Kaye (1981) (posebna oddaja)
- Skokie (1981)
- The New Twilight Zone: »Paladin of the Lost Hour« (1985) (nastop kot gost)
- The Cosby Show: »The Dentist« (1986) (nastop kot gost)

## Nagrade
- po njem so poimenovali asteroid 6546 Kaye